# Oblastní rada (Izrael)

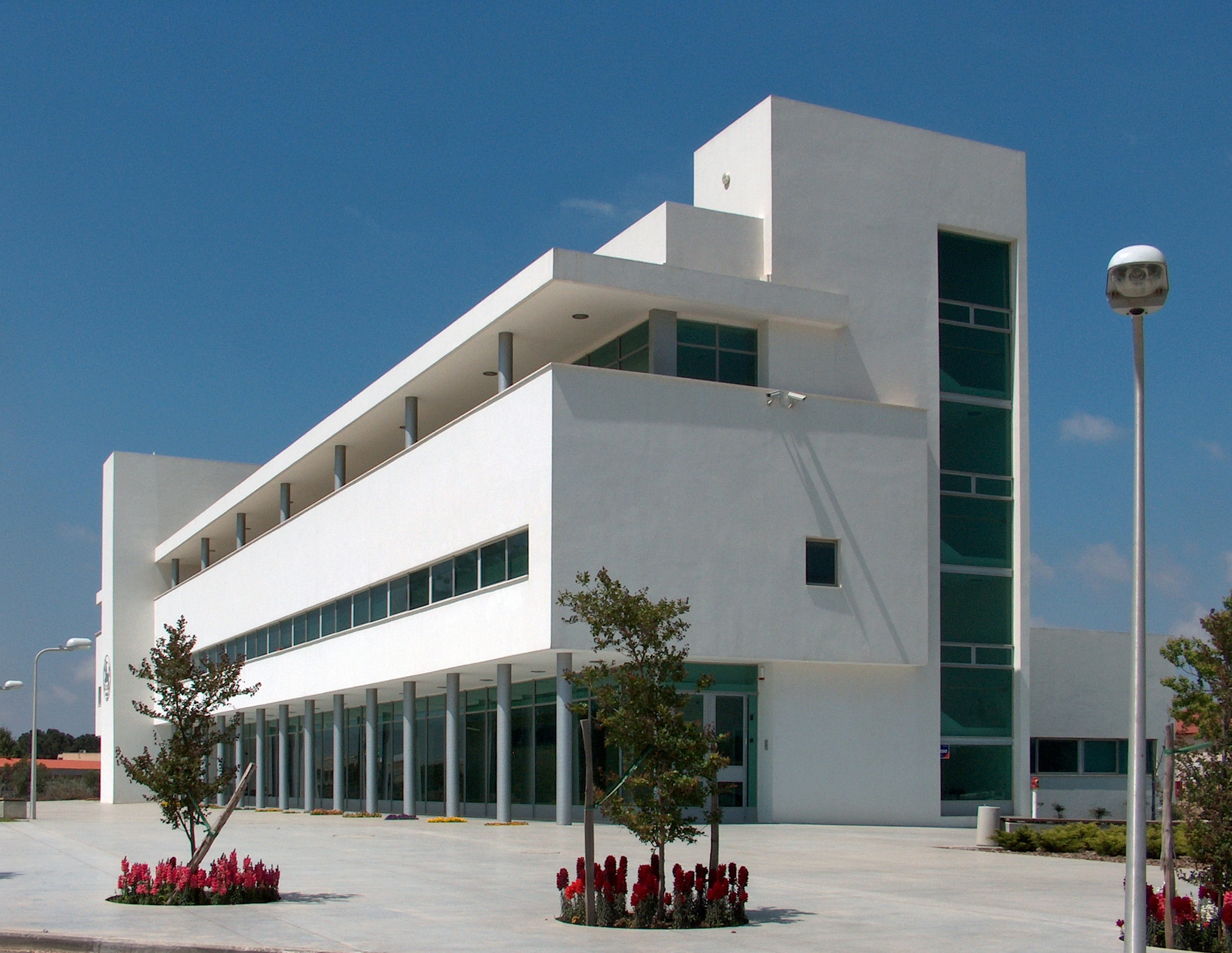
Sídlo oblastní rady Menaše

Oblastní rada (hebrejsky מועצה אזורית‎, mo'aca ezorit) je jedním ze tří typu místních samospráv v Izraeli (dalšími dvěma jsou města a místní rady). K roku 2003 existovalo v Izraeli celkem 53 oblastních rad, jejichž úkolem je správa menších sídel ve venkovských oblastech. Oblastní rady sdružují zpravidla mezi 3 a 54 sídly, které jsou obvykle rozprostřeny na větší oblasti.
Každé ze sídel v oblastní radě, jejíž počet obyvatel nepřesáhne 2000, je řízeno místním výborem. Tento výbor pak vysílá své zástupce do oblastních rad. Počet zástupců je stanoven na základě poměrného systému v závislosti na velikosti sídla a dle indexu, který je stanoven před každými volbami. Osady bez správní rady nevysílají do oblastní rady žádné své zástupce a místo toho jsou řízeny přímo. Zástupci sídel, které mají své zastoupení v radě, jsou vybíráni přímo nebo prostřednictvím voleb. Většinu sídel zastoupených v obecních radách tvoří kibucy a mošavy.

## Seznam rad
| název                                       | distrikt       | počet obyvatel (k 31. 12. 2008) | web                                              |
| ------------------------------------------- | -------------- | ------------------------------- | ------------------------------------------------ |
| Abu Basma                                   | Jižní          | 3 600                           |                                                  |
| Alona                                       | Haifský        | 1 700                           |                                                  |
| al-Batuf                                    | Severní        | 6 700                           |                                                  |
| Be'er Tuvja                                 | Jižní          | 19 100                          | www                                              |
| Bnej Šim'on                                 | Jižní          | 12 000                          | www                                              |
| Brenner                                     | Centrální      | 6 400                           | www Archivováno 27. 12. 2007 na Wayback Machine. |
| Bustan al-Mardž                             | Severní        | 7 200                           | www                                              |
| Centrální Arava                             | Jižní          | 2 700                           | www                                              |
| Dolní Galilea                               | Severní        | 9 700                           | www Archivováno 5. 9. 2008 na Wayback Machine.   |
| Drom ha-Šaron                               | Centrální      | 22 900                          | www                                              |
| Emek ha-Ma'ajanot (dříve Bik'at Bejt Še'an) | Severní        | 10 200                          | www                                              |
| Emek Chefer (Cheferské údolí)               | Centrální      | 35 000                          | www                                              |
| Eškol                                       | Jižní          | 10 100                          | www                                              |
| Gan Rave                                    | Centrální      | 5 100                           | www Archivováno 14. 7. 2008 na Wayback Machine.  |
| Gederot                                     | Centrální      | 4 400                           | www                                              |
| Gezer                                       | Centrální      | 22 000                          | www Archivováno 11. 6. 2008 na Wayback Machine.  |
| Gilboa                                      | Severní        | 26 000                          | www                                              |
| Golan                                       | Severní        | 12 200                          | www                                              |
| Guš Ecion                                   | Judea a Samaří | 14 400                          | www                                              |
| Har Chevron                                 | Judea a Samaří | 6 000                           | www Archivováno 23. 6. 2004 na Wayback Machine.  |
| Horní Galilea                               | Severní        | 13 000                          | www                                              |
| Chevel Ejlot                                | Jižní          | 3 400                           | www Archivováno 27. 9. 2001 na Wayback Machine.  |
| Chevel Javne                                | Centrální      | 5 000                           | www                                              |
| Chevel Modi'in                              | Centrální      | 18 900                          | www                                              |
| Chof Aškelon                                | Jižní          | 13 100                          | www                                              |
| Chof ha-Karmel                              | Haifský        | 24 300                          | www                                              |
| Chof ha-Šaron                               | Centrální      | 10 700                          | www                                              |
| Jihojordánské údolí (Bik'at ha-Jarden)      | Judea a Samaří | 3 500                           | www                                              |
| Jizre'elské údolí (Emek Jizre'el)           | Severní        | 31 500                          | www                                              |
| Jo'av                                       | Jižní          | 5 300                           | www Archivováno 14. 4. 2008 na Wayback Machine.  |
| Lachiš                                      | Jižní          | 7 800                           | www                                              |
| Lev ha-Šaron                                | Centrální      | 20 500                          | www                                              |
| Lodské údolí (Emek Lod)                     | Centrální      | 12 400                          | www Archivováno 5. 7. 2008 na Wayback Machine.   |
| Ma'ale Josef                                | Severní        | 8 600                           |                                                  |
| Mate Ašer                                   | Severní        | 19 600                          | www                                              |
| Mate Binjamin                               | Judea a Samaří | 45 600                          | www                                              |
| Mate Jehuda                                 | Jeruzalémský   | 37 400                          | www                                              |
| Megido                                      | Severní        | 9 000                           | www                                              |
| Megilot                                     | Judea a Samaří | 1 000                           | www                                              |
| Menaše                                      | Haifský        | 13 600                          | www Archivováno 2. 2. 2008 na Wayback Machine.   |
| Merchavim                                   | Jižní          | 9 800                           |                                                  |
| Merom ha-Galil                              | Severní        | 11 900                          | www                                              |
| Mevo'ot ha-Chermon                          | Severní        | 6 200                           | www                                              |
| Misgav                                      | Severní        | 22 600                          | www                                              |
| Nachal Sorek                                | Centrální      | 5 400                           | www                                              |
| Ramat ha-Negev                              | Jižní          | 6 300                           | www                                              |
| Sdot Negev (Azata)                          | Jižní          | 7 500                           | www                                              |
| Severojordánské údolí (Emek ha-Jarden)      | Severní        | 10 300                          | www                                              |
| Ša'ar ha-Negev                              | Jižní          | 5 000                           | www                                              |
| Šafir                                       | Jižní          | 9 900                           |                                                  |
| Šomron                                      | Judea a Samaří | 23 600                          | www                                              |
| Tamar                                       | Jižní          | 2 300                           | www Archivováno 1. 3. 2005 na Wayback Machine.   |
| Zevulun                                     | Haifský        | 11 900                          | www Archivováno 24. 7. 2008 na Wayback Machine.  |

### Bývalé oblastní rady
| rada                                 | distrikt              |
| ------------------------------------ | --------------------- |
| Ef'al                                | Telavivský            |
| Ga'aton                              | Judea a Samaří        |
| Hadar ha-Šaron                       | Centrální             |
| ha-Šaron ha-Cafoni (Severní Šaron)   | Centrální             |
| ha-Šaron ha-Tichon (Centrální Šaron) | Centrální             |
| Chof Aza                             | Jižní                 |
| Jarkon                               |                       |
| Kirjat Ono                           |                       |
| Merkaz ha-Galil                      | Severní               |
| Mif'alot Afek                        |                       |
| Na'aman                              | Judea a Samaří        |
| Sulam Cur                            | Judea a Samaří        |
| Tel Mond                             |                       |
| Harej Jehuda                         | Jeruzalémský distrikt |
| Even ha-Ezer                         | Jeruzalémský distrikt |
| Gizo                                 | Jeruzalémský distrikt |
| ha-Ela                               | Jeruzalémský distrikt |